# Tear in My Heart
«Tear in My Heart» (с англ. — «Слеза в моём сердце») — сингл американского музыкального дуэта Twenty One Pilots с их четвёртого студийного альбома Blurryface. Был выпущен 6 апреля 2015 года и появился на радио 14 апреля того же года.

## Предпосылки
«Tear in My Heart» — это ода, посвященная любимому человеку Тайлера Джозефа, а именно его жене Дженне Джозеф, которая и вдохновила его на создание песни. Бридж основан на личном опыте Джозефа. Во время многочасовой поездки в Колумбус, штат Огайо, его будущая жена Дженна спала в машине, и ему приходилось избегать неровностей на дороге. Песня повествует о том, как жена Тайлера вывела его из застоя. Тема влюбленности в песне отличается от тем болезненных ощущений, которые преобладают в Blurryface.

## Композиция
Сингл является современной поп-песней, которая длится три минуты и восемь секунд. Наполнен яркими летними звуками, погружающими в инди-поп за счет яркой фортепианной партии. Согласно партитуре написан в четырёхдольном тактовом размере, в умеренно быстром темпе 120 ударов в минуту. Написан в ключе от Ре мажор, а вокальный диапазон варьируется от низкого уровня F3 до максимума D5. Музыкальная композиция строится из фортепианных стаккато аккордов и транс клавишных и включает в себя брейкдаун, состоящий из щелчков пальцами. Музыкальная аранжировка открывается мощным мажорным трезвучием, а затем продолжается фортепианным мотивом.
С лирической точки зрения — это воодушевляющая песня о любви, в которой звучат глупые, но искренние строки. Содержит насмешливые тексты и украшена жизнерадостным припевом: «Мое сердце — мои доспехи, она — слеза в моем сердце». Лирика Джозефа позволяет ему честно исповедовать большую любовь через откровенно графические образы: «Она — мясник с улыбкой».

## Критика
Брайан Краус из Alternative Press назвал сингл «ярким поп-номером». Дэн Лерой из того же издания похвалил сингл, назвав его «воодушевляющей песней о любви, включающей такой же жизнерадостный припев» и заявил, что «она изображает более игривую сторону Twenty One Pilots». Карл Уилсон из Slate считается бридж песни «трогательным моментом». Энн Николофф и Трой Смит из газеты The Plain Dealer высказали мнение: «Текст песни трогателен, но местами довольно банален». Также Смит назвал песню «запоминающейся» и сказал, что «в ней есть атмосфера Дэвида Боуи и Death Cab for Cutie». Джо Ферраро из New Haven Register сказал, что «мелодии „Tear in My Heart“ граничат с битловскими мотивами». Андре Курчич из Renowned for Sound назвал сингл «чрезвычайно запоминающимся» и «похожим на летний антем». А также сказал: «Этот трек демонстрирует звучание более близкое к поп-музыке, что вносит разнообразие в альбом».

## Музыкальное видео
Музыкальное видео было снято режиссёром Марком Класфелдом. Съемки проходили в районе Чайнатаун в Лос-Анджелесе. Наряду с участниками группы в музыкальном видео также появляется жена вокалиста Дженна Джозеф. Тайлер и Дженна вместе репетировали сцену боя для клипа. Класфельд дал паре посмотреть тридцатисекундное видео с хореографией для сцены драки и попросил их воспроизвести его.

## Позиции в чартах

### Еженедельные чарты
| Чарт                               | Высшая позиция |
| ---------------------------------- | -------------- |
| Австралия (ARIA)                   | 60             |
| Канада (Canadian Hot 100)          | 88             |
| США (Billboard Hot 100)            | 82             |
| США (Hot Rock & Alternative Songs) | 6              |
| США (Alternative Airplay)          | 2              |
| Япония (Japan Hot 100)             | 68             |